# Mananti
Mananti is een bestuurslaag in het regentschap Padang Lawas Utara van de provincie Noord-Sumatra, Indonesië. Mananti telt 1029 inwoners (volkstelling 2010).